# Galo González Díaz
Galo González Díaz (* 22. Februar 1894 in Nogales, Región de Valparaíso; † 8. März 1958 in Santiago de Chile) war ein chilenischer Politiker und Gewerkschafter.

## Leben
Galo González arbeitete von 1917 bis 1929 als ungelernter Arbeiter im Kupferbergbau, später als Hafenarbeiter in Valparaíso. 1925 organisierte er eine Gewerkschaft der chilenischen Transportarbeiter und wurde ihr Generalsekretär. 1927 schloss er sich der Kommunistischen Partei Chiles (spanisch Partido Comunista de Chile, PCCh) an. Von 1929 bis 1930 war er Sekretär für organisatorische Fragen des Parteikomitees in Valparaíso. 1930 wurde er Mitglied des ZK der KP Chiles. Von 1930 bis 1932 leitete er die Transportarbeitergewerkschaft und war gleichzeitig Mitglied des Nationalen Rats der Federación Obrera de Chile (FOCH). Von 1934 bis 1946 führte er die Kader-Kontrollkommission des ZK der KP Chiles. Deren Aufgabe war es, darüber zu wachen, dass die PCCh Stalins Vorgaben folgte und dass Trotzkisten und andere „Abweichler“ und „Renegaten“ ausgeschlossen wurden. Von 1940 bis 1949 war er der Herausgeber von Principios, der Zeitschrift des ZK für marxistische Theorie und kommunistische Politik. Von 1946 bis 1949 war er Sekretär des ZK der KP Chiles für organisatorische Fragen, von 1949 bis 1958 schließlich Generalsekretär des ZK der KP Chiles.

## Schriften
- La lucha por la formación del Partido Comunista de Chile. Santiago 1958.